# Anania bryalis
Anania bryalis là một loài bướm đêm trong họ Crambidae.